# Дружне (Довжанський район)
Дру́жне — село в Україні, у Сорокинській міській громаді Довжанського району Луганської області. З 2014 року є окупованим. Населення становить 429 осіб.

## Географія
Географічні координати: 48°23' пн. ш. 39°45' сх. д. Часовий пояс — UTC+2. Загальна площа села — 2,5 км².
Село розташоване у східній частині Донбасу за 65 км від села Білоскелювате.

## Історія
Поселення засноване у 1928 році переселенцями із селища Райгородка Луганської області. 
У 1932 році заснована перша школа, а також колгосп імені Ворошилова.
До 1967 року називалось хутір Ворошилове.
12 червня 2020 року, відповідно до Розпорядження Кабінету Міністрів України № 717-р «Про визначення адміністративних центрів та затвердження територій територіальних громад Луганської області», увійшло до складу Сорокинської міської громади.
17 липня 2020 року, в результаті адміністративно-територіальної реформи та ліквідації  Сорокинського району, увійшло до складу новоутвореного Довжанського району.

## Населення
За даними перепису 2001 року населення села становило 429 осіб, з них 15,15% зазначили рідною мову українську, 84,62% — російську, а 0,23% — білоруську.

## Економіка
Економічний сектор представлений сільськогосподарським підприємством ФГ «Дубінченко».

## Соціальна сфера
На території села діють пошта, магазин, ФАП, ФГ.

## Пам'ятки
- Братська могила радянських воїнів (вул. Шевченка, біля школи).